# Pëtr Vasil'evič Lopuchin
Principe Pëtr Vasil'evič Lopuchin, in russo Пётр Васильевич Лопухин? (San Pietroburgo, 1753 – Porchov, 6 aprile 1827), è stato un politico russo.

## Biografia

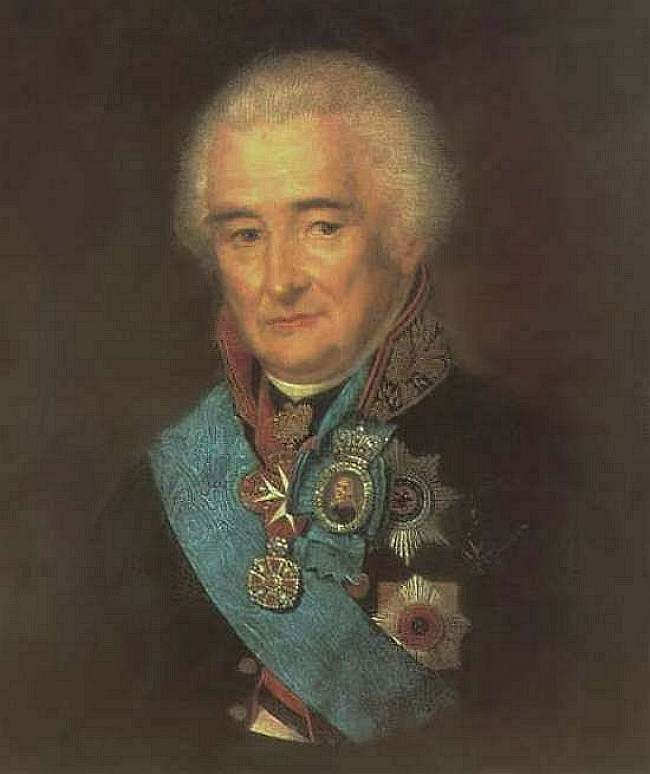
Ritratto del principe Lopuchin, di Stepan Semënovič Ščukin, 1801

Pëtr Vasil'evič Lopuchin era figlio di Vasilij Lopuchin, e di sua moglie, Marija Ivanovna Honeneva. Venne educato con un tutore privato, passando poi al ginnasio dei nobili (1755-1761) dove dimostrò un notevole interesse per la storia, la geografia, il diritto e le lingue straniere; frequentò l'Università di Mosca.
Nel 1760 entrò nel Reggimento Preobraženskij e nel 1769 raggiunse il grado di alfiere. Nel 1777 raggiunse il grado di colonnello e ricoprì la carica di capo della polizia di San Pietroburgo (1780-1783). 
Dal 1793 fu governatore generale di Jaroslavl' e Vologda.
Nell'agosto 1798 ricoprì la carica di Procuratore Generale e presidente nel Consiglio Imperiale. Lopuchin godeva della fiducia dell'imperatore Paolo I (anche in virtù della relazione della sua figlia primogenita con lo zar) ed il 19 novembre 1799 venne elevato alla dignità principesca.
Con l'ascesa al trono di Alessandro I, venne nominato membro del Consiglio e nel 1803 a Ministro della Giustizia. Nel 1810 fu Presidente del Dipartimento per gli affari civili e religiosi del Consiglio di Stato, nel 1812 fu Presidente del Dipartimento delle leggi negli altri reparti, nel 1816 divenne Presidente del Consiglio di Stato e del Comitato dei Ministri. Nel 1826 fu Presidente della Corte penale Suprema nel caso dei decabristi.
Morì il 6 aprile 1827 e fu sepolto nella tenuta di famiglia a Porchov.

## Matrimoni

### Primo matrimonio

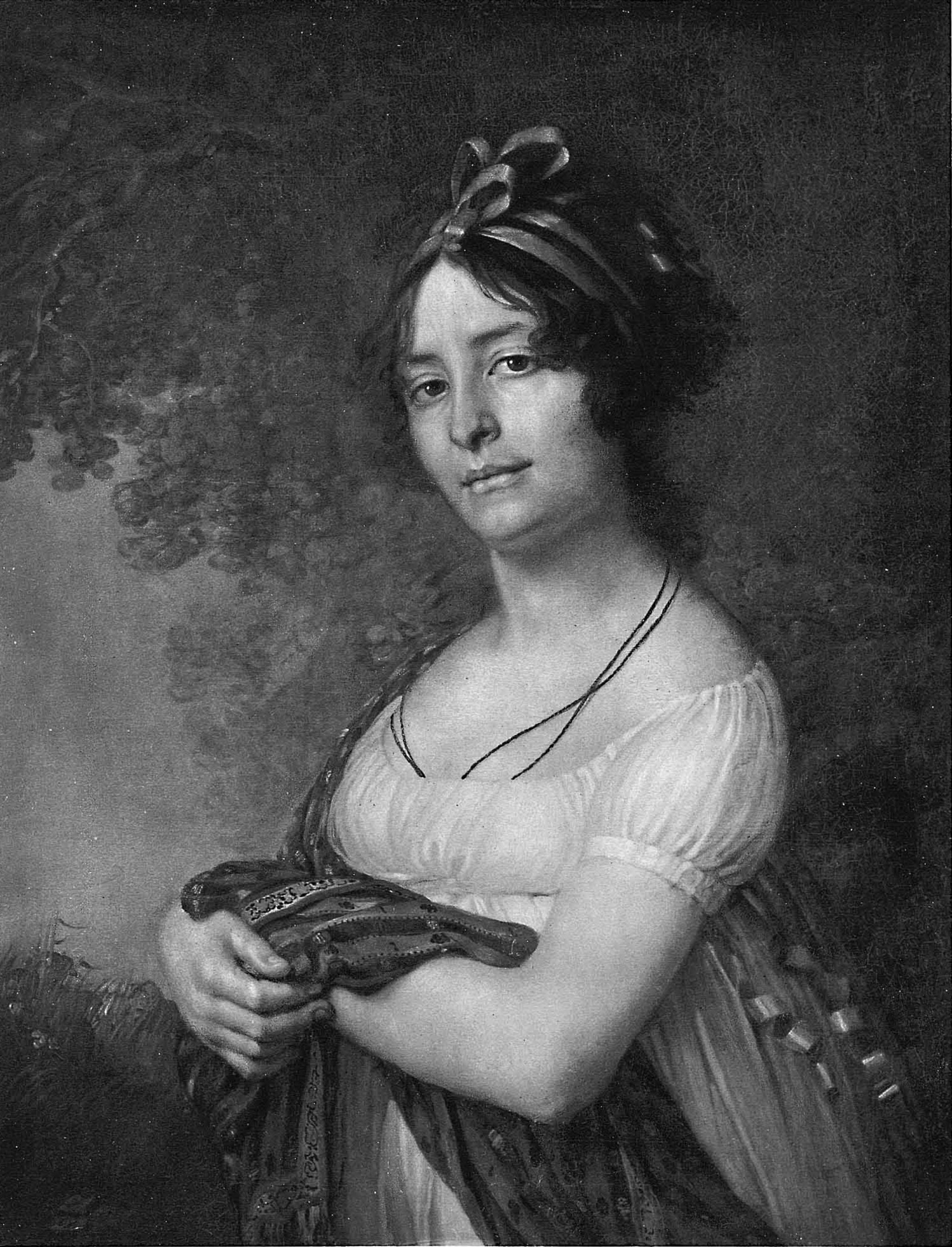
Ritratto di Praskov'ja Ivanovna Levšina, di Vladimir Lukič Borovikovskij, 1780.

Nel 1776 sposò Praskov'ja Ivanovna Levšina (1760-1785), figlia del colonnello Ivan Fomič Levšin. Ebbero tre figlie:
- Anna Petrovna (1777-1805), sposò Pavel Gavriilovič Gagarin;
- Ekaterina Petrovna (1783-1830), sposò Grigorij Aleksandrovič Demidov;
- Praskov'ja Petrovna (1784-25 aprile 1870), sposò il conte Pavel Ivanovič Kutajsov.

### Secondo matrimonio

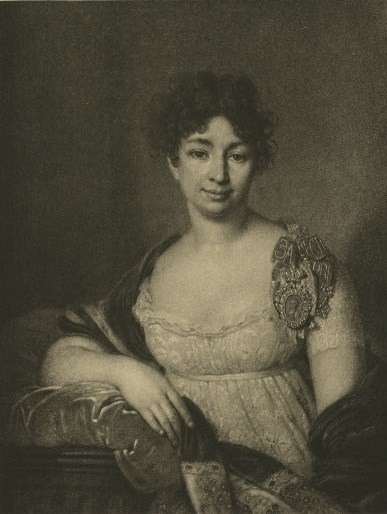
Ritratto di Ekaterina Nikolaevna Šetneva, di Vladimir Lukič Borovikovskij.

Nel 1786 sposò Ekaterina Nikolaevna Šetneva (1763-1839). Ebbero quattro figli:
- Pavel Petrovič (1788-1873);
- Aleksandra Petrovna (30 maggio 1790-15 febbraio 1859), sposò in prime nozze Aleksandr Aleksandrovič Žerebcov, figlio di Ol'ga Aleksandrovna Zubova;
- Elizaveta Petrovna (1792-1805);
- Sof'ja Petrovna (1798-3 aprile 1825), sposò Aleksej Jakovič Lobanov-Rostov.

## Personalità
Lopuchin era alto e bello, sempre popolare con le donne. Alcune dissero che aveva "un temperamento ardente, ma un buon cuore, con tempestività e competenza negli affari."
Era in rapporti amichevoli con Aleksej Andreevič Arakčeev ma non con Ivan Pavlovič Kutaisov.